# Mil Mi-2

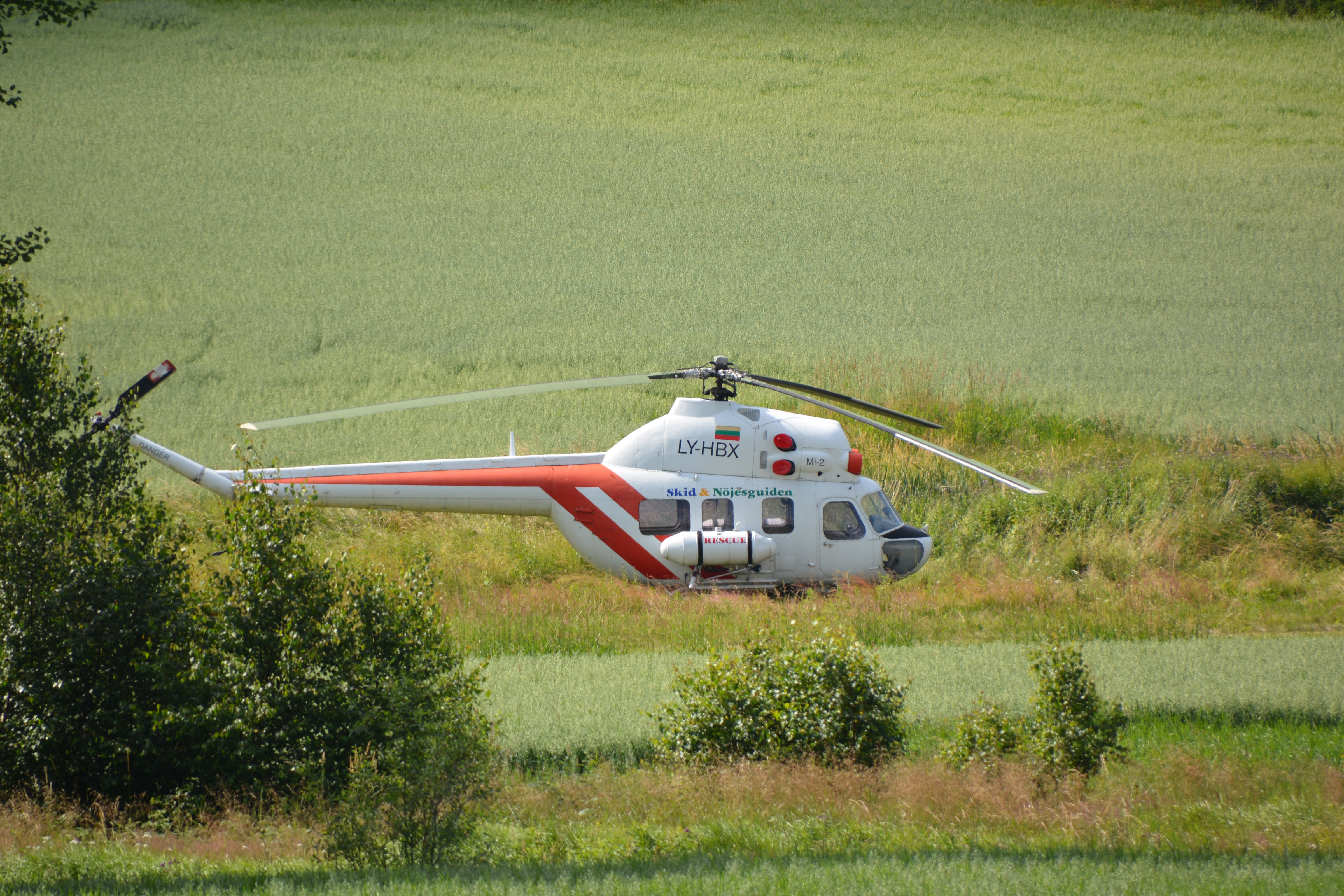
Mil Mi-2-helikopter parkerad på Vassunda flygfält i Uppland

Mil Mi-2 är den minsta traditionella helikopter från den ryska konstruktören Mil. Mi-2 är en lätt bepansrad militär transporthelikoper som även kan användas som attackhelikopter beväpnad med 57 mm-raketer och 23 mm automatkanon. Den tillverkades under åren 1965 till 1985 i ett antal av cirka 5 500. Produktionen skedde i Polen i PZL-fabriken i Świdnik.
Mil-2 användes främst av Sovjetunionen och andra länder i Warszawapakten, men även länder som Mexiko, Algeriet, Indonesien och Burma.

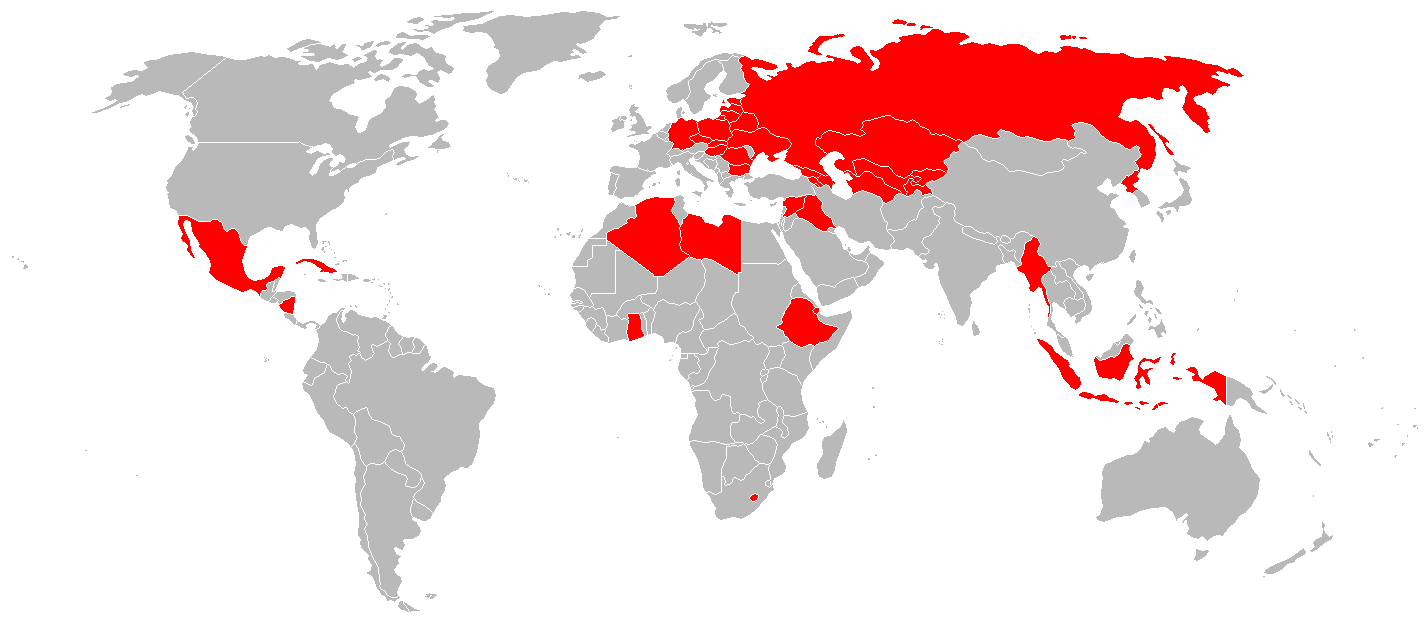
Länder som använt Mi-2 markerade med rött